# Хамдан ибн Хамдун
Хамдан ибн Хамдун ибн аль-Хариз ат-Таглиби (жил в конце IX — начале X века) — вождь племени таглибидов в Бадият-эль-Джазира. Основатель и эпоним династии Хамданидов. Первоначально принимал участие в попытке подавления восстания хариджитов, но затем, при попытке Аббасидов восстановить власть над регионом, перешёл на их сторону, однако потерпел поражение. В дальнейшем оказывал им активное сопротивление единолично и при поддержке курдских кланов севера, но был побеждён и схвачен, однако затем освобождён благодаря действиям сына.

## Биография
Хамдан родился в семье Хамдуна ибн аль-Хариза, вождя одного из таглибидских кланов. Племя таглибидов переселилось на плато Бадият-эль-Джазира в Северной Месопотамии из Мекки ещё до начала арабских завоеваний. Другие представители племени, преимущественно исмаилиты, эмигрировали в Йемен. В период десятилетней анархии в Самарре (861—870 годы) таглибиды воспользовались ослаблением Аббасидского халифата чтобы утвердиться в Северной Месопотамии и захватить контроль над территорией с центром в Мосуле, добившись фактической независимости от Аббасидов. В 868 году Хамдан принимал участие в подавлении крупного хариджитского восстания на плато как и другие вожди племени таглибидов.
Около 879 года тюркский военачальник Исхак ибн Кундаджик получил должность вали Мосула, поскольку в это время Аббасиды пытались восстановить свой контроль над территориями Бадият-эль-Джазиры. Это привело к тому, что ряд вождей таглибидов, в том числе и Хамдан ибн Хамдун, перешли на сторону мятежников-хариджитов. Хамдан фактически стал одним из руководителей восстания: суннитский историк Ибн Джарир ат-Табари упоминает его вместе с «аш-Шари» среди побеждённых Исхаком хариджитов в апреле/мае 881 года. Разбив противника, аббасидский военачальник преследовал их до Нисибиса и Амиды.
В 892 году на трон Аббасидского халифата взошёл новый халиф, аль-Мутадид Биллах, который решил покончить с автономностью в Бадият-эль-Джазире и восстановить полный контроль над плато. Он организовал ряд военных кампаний, в ходе которых большинство местных правителей согласились подчиниться халифату. Однако Хамдан оставался одним из наиболее упорных в своём сопротивлении власти аль-Мутадид Биллаха. Он удерживал за собой крепости Мардин и Ардамушт (предположительно между современными городами Силопи и Ширнак) и вступил в союз с курдами, что жили на севере от равнины Джазиран, в горах. Сопротивление продолжалось на протяжении трёх лет, до 895 года, когда армия халифа смогла подчинить сначала Мардин, а затем и Ардамушт. Последний сдал противнику сын Хамдана Хусейн, в то время как его отец бежал перед наступавшими войсками противника и после, по словам историка Х. Кеннеди, «эпической погони», наконец сдался, находясь в Мосуле. Здесь его схватили и бросили за решётку.
Кеннеди отмечает, что такая деятельность могла означать для Хамданидов полную утрату влияния, однако Хусейн ибн Хамдан смог восстановить власть и сохранить состояние семьи. Он смог подавить Харуна аш-Шари, лидера восстания хариджитов, а с ним и сам мятеж. За это халиф помиловал его отца и даровал Хусейну возможность создать под собственным руководством конный корпус, который тот возглавлял, принимая важное участие во многих сражениях халифата. Его роль Кеннеди описал как посредническую между халифатом и курдами, и благодаря ей династия в будущем смогла заполучить высокую власть, основав два эмирата во главе с внуками Хамдана, Насир ад-Даула и Сайф ад-Даула.

## Семья
Известно не менее шести сыновей Хамдана ибн Хамдуна. Старшим из них был Хусейн. Вторым сыном был Абдаллах, именно его сыновьями были Сайф ад-Даула и Насир ад-Даула. Он правил в Мосуле в качестве амира в 905/06—913/14 и 925/26—29 годах. Младший брат Хусейна, Ибрагим, занимал должность вали Дияр-Рабии, провинции с центром в Насибине. Позже его сменил ещё один сын Хамдана ибн Хамдуна, Давуд. Кроме них сыновьями Хамдана были ещё двое, не имевшие каких-либо должностей.